# Royal Unibrew
Royal Unibrew is een Deense brouwerijgroep te Fakse. Royal Unibrew is de op een na grootste brouwerijgroep (na Carlsberg) in Denemarken.

## Geschiedenis
In 1989 verenigden Faxe Bryggeri A/S en Jyske Bryggerier A/S (Ceres Bryggeri en Thor Bryggeri) zich in Bryggerierne Faxe Jyske A/S. In 1992 werd de naam gewijzigd in Bryggerigruppen A/S. In 2000 voegde de Albani brouwerij in Odense zich bij de groep. Op 4 mei 2005 werd de huidige naam aangenomen. De groep is buiten Denemarken ook actief in de Baltische regio waar het eigenaar is van twee brouwerijen in Litouwen, Tauras (sinds 1999) en Kalnapils (sinds 2001) en van Lāčplēša Alus,  Līvu Alus en Cido Partikas Grupa in Letland. De groep is ook eigenaar van drie brouwerijen in Polen en Hartwall in Finland.
Het best verkopende bier van de brouwerij is Royal, oorspronkelijk gebrouwen in  brouwerij Ceres. Sinds de sluiting van deze brouwerij in 2008 wordt het bier gebrouwen bij brouwerij Faxe en brouwerij Albani. De groep brouwt ook Heineken in Denemarken onder licentie.
In 2018 werden de limonadefabrieken Etablissement Geyer Frères in Frankrijk gekocht en in Italië Terme di Crodo van Gruppo Campari overgenomen.
Medio 2021 werd Solera Beverage Group overgenomen. Dit Noorse bedrijf importeert en verkoopt alcoholische dranken in Noord-Europa. Solera verkoopt zo'n 44 miljoen liter verdeeld over zo'n 700 merken. In 2020 behaalde het bedrijf een omzet van 1,9 miljard Noorse kroon. In datzelfde jaar wordt ook de Tanker Brewery overgenomen in Estland.
In 2022 nam Royal Unibrew de Noorse brouwerijgroep Hansa Borg Bryggerier over van de familie Egenæss, de tweede grootste brouwerij van Noorwegen na Ringnes (onderdeel van Carlsberg). Hansa Borg bezat op dat moment vijf brouwerij locaties, in Bergen de Hansa brouwerij en de microbrouwerij/brouwerijmuseum Waldemars Mikrobryggeri, Borg in Sarpsborg, Christianssands (CB) in Kristiansand, Nøgne Ø in Grimstad en de limonadefabriek Olden in Oldedalen. De lokatie van Christianssands werd kort na de overname gesloten evenals Waldemars. 
Begin juli 2023 maakte Heineken bekend Vrumona te verkopen aan Royal Unibrew. Vrumona behaald een jaaromzet van zo'n 200 miljoen euro en Royal Unibrew is bereid 300 miljoen euro te betalen aan Heineken. In september 2023 was de verkoop afgerond. In hetzelfde jaar neemt Royal Unibrew in Italië de brouwlokatie Birrificio San Giorgio van Birra Castello over.

## Activiteiten
Royal Unibrew produceert en verkoopt bier en wijn en verder niet-alcoholische dranken zoals frisdranken, cider en mix-dranken. Het is voornamelijk actief in Europa en selecte exportmarkten. De belangrijkste markten zijn Denemarken, Finland, Frankrijk. Duitsland, Estland, Letland en Litouwen. Naast de eigen merken produceert het ook frisdranken en bier in licentie voor PepsiCo en Heineken in Noord-Europa.
In 2022 bedroeg de omzet DKK 11,5 miljard en hiervan werd 90% gerealiseerd in Europa en de overige 10% daarbuiten. De omzet bestaat voor de helft uit bier en de andere helft uit niet-alcoholische dranken. Per eind februari 2022 was Chr. Augustinus Fabrikker A/S de grootste aandeelhouder met een belang van 15,0%.

### Brouwerijen
- Albani Bryggeri, Denemarken
- Ceres Bryggeri, Denemarken (gesloten)
- Faxe Bryggeri, Denemarken
- Maribo Bryghus, Denemarken
- Thor Bryghus, Denemarken
- Tanker, Estland
- Hartwall, Finland
- Birrificio San Giorgio, Italië
- Kalnapilio – Tauro grupė, Litouwen
- Līvu Alus, Letland
- Hansa Borg, Noorwegen
- Brok Browar, Polen
- Browar Łomża, Polen
- Małopolski Browar Strzelec, Polen